# أحمد عبد الرحمن (سياسي)
أحمد عبد الرحمن (أبو يزن؛ 1943 – 2 ديسمبر 2019)، سياسي وصحافي فلسطيني، كان رئيسًا لتحرير مجلة فلسطين الثورة، وناطقًا رسميًا باسم منظمة التحرير الفلسطينية منذ عام 1982 وحتى عام 1994.

## حياته
ولد أحمد عبد الرحمن عام 1943 في قرية بيت سوريك شمال غرب القدس. تلقى دراسته الابتدائية والإعدادية في مدرسة القرية، وتلقى دراسته الثانوية في المدرسة الرشيدية بالقدس. التحق في كلية الحقوق بجامعة دمشق، حيث تخرج منها في العام 1969.

## مناصبه السياسية
- مستشار الرئيس الفلسطيني ياسر عرفات.
- مستشار الرئيس الفلسطيني محمود عباس لشؤون منظمة التحرير الفلسطينية.
- أمين عام سابق لمجلس الوزراء الفلسطيني.
- عضو في المجلس الوطني الفلسطيني.
- عضو المجلس المركزي لحركة «فتح».
- عضو المجلس الثوري لحركة «فتح».
- ناطق رسمي باسم حركة «فتح».
- عضو المجلس الاستشاري لحركة فتح عام 2010.[6]
- عضو المجلس المركزي لمنظمة التحرير الفلسطينية.

## مؤلفاته
له عدة مؤلفات، منها: كتاب «عشت في زمن عرفات»، وكتاب «عرفات».

## وفاته
توفي أحمد عبد الرحمن مساء يوم الاثنين الموافق 2 ديسمبر 2019، وأقيمت له جنازة رسمية في مقر الرئاسة الفلسطينية في البيرة، بحضور الرئيس الفلسطيني محمود عباس والقيادة الفلسطينية.